# Candlemas Islands
Candlemas Islands är öar i Sydgeorgien och Sydsandwichöarna (Storbritannien). De ligger i den östra delen av Sydgeorgien och Sydsandwichöarna.